# Pedro Maldonado
Pedro Maldonado – portorykański zapaśnik walczący w obu stylach. Zajął siódme i ósme miejsce na igrzyskach panamerykańskich w 1991. Czwarty na mistrzostwach panamerykańskich w 1992. Srebrny medalista igrzysk Ameryki Środkowej i Karaibów w 1993 roku.